# 鮎立村
鮎立村（あゆたてむら）はかつて岐阜県郡上郡に存在した村である。
現在の郡上市高鷲町鮎立に該当する。
村名は、前身となった村名から一文字ずつとった合成地名である。

## 歴史
- 1875年（明治8年）1月 - 鮎走村と切立村が合併し、鮎立村となる。
- 1889年（明治22年）7月1日 - 町村制により、鮎立村が発足。
- 1897年（明治30年）4月1日 - 大鷲村、西洞村、鷲見村と合併し、高鷲村発足。同日鮎立村は廃止。